# Ljus i öster
Ljus i öster, tidigare Slaviska missionen, är en missionsorganisation som sedan 1903 bedriver mission i Mongoliet, Kina och de länder som tidigare ingick i Sovjetunionen och Östeuropa. Som teologisk grund fungerar Lausannedeklarationen. De aktiva kommer från olika samfund.
Organisationen arbetar bland annat med evangelisationsprojekt, bibelöversättning och hjälparbete. Man utbildar missionärer och understöder missionärer, främst nationella sådana. År 2018 var antalet missionärer 200. Man stödjer också kristen radio och tv. Inte minst satsar man på att nå folkgrupper som inte tidigare kommit i kontakt med kristendomen.
Det nuvarande namnet har tagits från organisationens tidskrift som började utges i Stockholm 1918. Den utges med åtta nummer per år och skickas ut mot en frivillig prenumerationsavgift till 13 000 mottagare.
Verksamheten finansieras genom enskilda gåvor, kollekter i olika församlingar och testamenten. Man har en smidig organisation som inte tar mer än 10 % av budgeten.

## Historia
Organisationen grundades 1903 under namnet Kommittén för evangelisk mission i Ryssland av Nils Fredrik Höijer som redan i över 20 år arbetat med mission i Ryssland för Svenska Missionsförbundets räkning. Fram till kommunisternas maktövertagande hade man spridit 150 000 Nya Testamenten i landet. Under den kommunistiska epoken hindrades man att verka fritt i östblocket och ägnade sig då åt smuggling av biblar och kristen litteratur. Under denna tid rapporterade tidningen regelbundet om förhållandena för den förföljda kyrkan. Detta skapade ett starkt engagemang bland kristna och gjorde Slaviska missionen känd både i Sverige och utomlands.
Slaviska missionen sågs inte med blida ögon av Sovjet-regimen. Vinitska Pravda skrev 1971:
Slaviska missionen har sina bläckfiskarmar utsträckta överallt i Sovjetblocket. Missionens agenter gör stora ansträngningar för att samla in alla möjliga lögner för sin upplysningsverksamhet. De ger till och med ut antisovjetsisk litteratur som de sprider bland befolkningen.
Tidningen Ogonjok, som fungerade som veckotidning till Pravda och hade en upplaga på tio miljoner, publicerade 1978 en tredelad artikelserie om missionsorganisationen som utpekades som "sovjetstatens fiende". Under 70-talet trycktes två böcker, Under evangeliets täckmantel och Sabotageverksamhet utan dynamit, i 100 000 respektive 200 000 exemplar, där man påstods sprida ondskefull och undergrävande litteratur. Den statliga nyhetsbyrån TASS, regeringsorganet Izvestija och den sovjetiska radion utmålade Slaviska missionen som en av landets största fiender. Årsboken Argument och fakta beskyllde i början av 80-talet ledaren för organisationens missionsavdelning, Rauli Lehtonen, för att vara CIA-agent, och liknande beskyllningar spreds gång på gång i sovjetiska media. Också med hjälp av stora propagandaaffischer bedrev myndigheterna kampanj mot bibelsmuggling, där Slaviska missionen ibland explicit utpekades.
Under 1970-talet tillkom Kina som målgrupp, under 1990-talet Mongoliet och i början av 2000-talet Turkiet. Efter Sovjetunionens sammanbrott började man målmedvetet prioritera onådda folkslag. Arbetet växte kraftigt, inte minst i Kina. Mellan 1964 och 2008 har man distribuerat 2,7 miljoner biblar och Nya Testamenten.